# Leclerc (családnév)
A Leclerc vagy Le Clerc francia családnév. 2014-ben a 110. leggyakoribb vezetéknév volt Franciaországban. Leclercq változata pedig a 127. helyen szerepelt.

## Híres Leclerc nevű személyek
- Charles Leclerc (1772–1802) francia tábornok, Pauline Bonaparte férje
- Charles Leclerc (1997) monacói autóversenyző
- Arthur Leclerc (2000) monacói autóversenyző
- Félix Leclerc (1914–1988) kanadai francia költő, dalszerző, a Félix-díj névadója
- Fud Leclerc (1924–2010) belga énekes
- Guillaume Le Clerc 13. századi normandiai trubadúr-költő
- Georges-Louis Leclerc de Buffon (1707–1788) gróf, francia természettudós
- Jean Le Clerc (1586–1633) lotaringiai származású velencei barokk festő és diplomata
- Katie Leclerc (*1986) amerikai filmszínésznő (pl. Elcserélt lányok sorozat)
- Marcel Leclerc (1921–1983), francia sportvezető, 1972-ig az Olympique Marseille igazgatója
- Philippe Leclerc de Hauteclocque (1902–1947) gróf, francia tábornok a második világháborúban, Párizs felszabadítója (Général Leclerc)